# Brâmane
Um brâmane ou brame (em sânscrito: ब्राह्मण, IAST brāhmaṇa) é um membro da casta sacerdotal, a primeira do Varṇaśrama dharma ou Varṇa vyavastha, a tradicional divisão em quatro castas (varṇa) da sociedade hinduísta.
O termo brâmane deriva do latim brachmani (ou bragmani), que, por sua vez, provém do grego brakhmânes, adaptação do termo sânscrito védico brāhmaṇa, que significa "aquele que é versado no conhecimento de Brâman — a alma cósmica " Segundo o Purusha Sukta, o canto 10.90 do Rigveda, dedicado ao Purusha — o homem cósmico primordial transcendente — os brâmanes surgiram da boca do Purusha.
 A sua boca tornou-se os brâmanes, os seus braços se transformaram no xátria, as suas coxas em vaiśya e dos pés nasceu o śūdra. — Rig Veda, X,90-11,12

## História

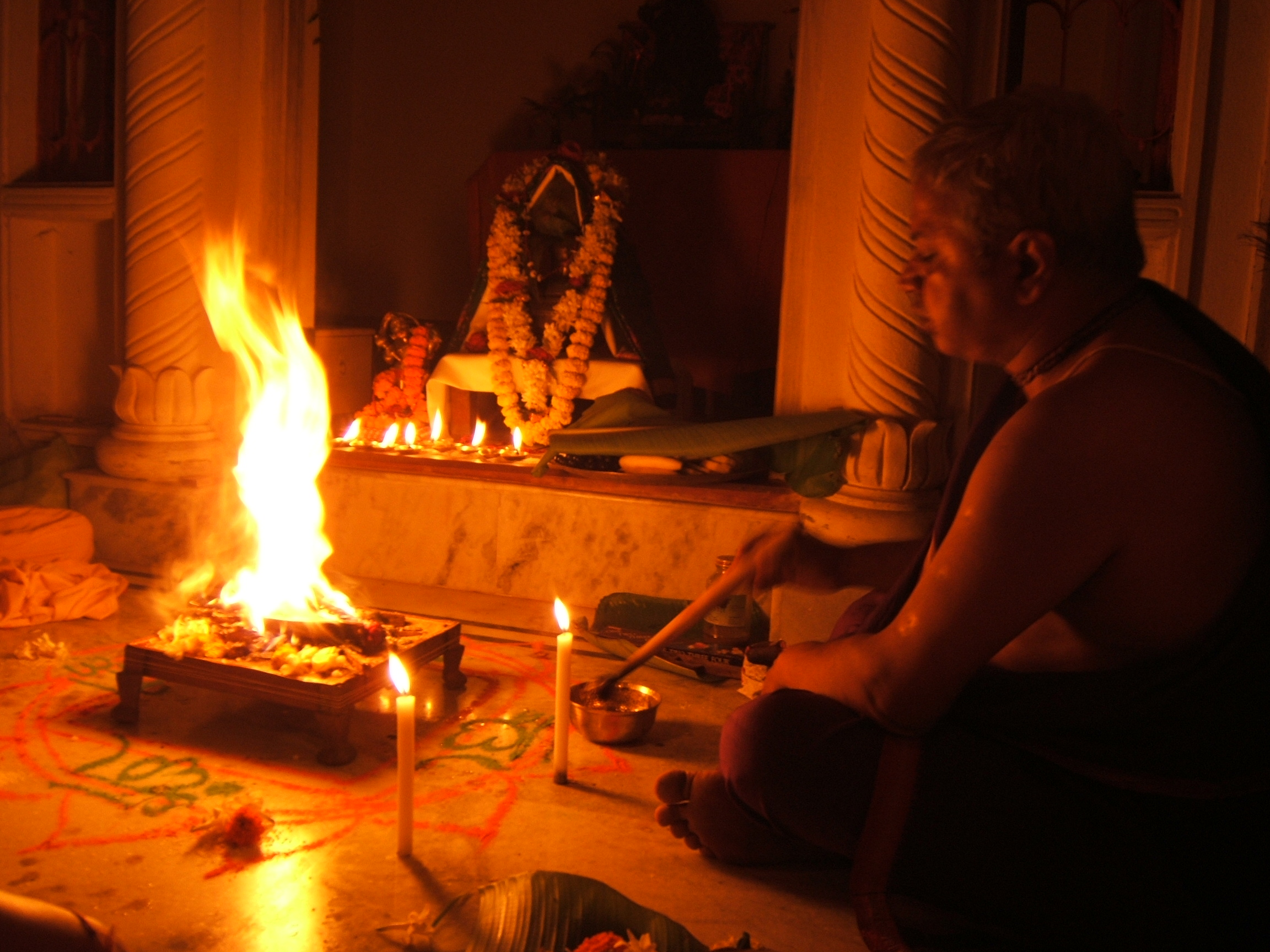
Brâmane executando o ritual do fogo

A teoria da invasão ariana (na verdade, uma migração "invasiva") tem sido questionada nos meios acadêmicos depois das explorações arqueológicas em Harapa (civilização fundada por proto-árias da Ásia Central, já que a terra natal dravídica fica no sul da Índia e não no norte do Paquistão). A teoria propõe que os brâmanes e as outras duas castas superiores — xátria (guerreiros) e vaixá (artesãos) — foram constituídas pelos arianos invasores, e as castas inferiores — os trabalhadores braçais — pelos dravidicóides, nativos do Sul da Índia, de pele escura, que se tornaram escravos. Um quinto grupo, os dalit, os intocáveis, que não chegam a constituir propriamente uma casta, teria sido constituído pelas tribos que se rebelaram contra os invasores, e por aqueles que não respeitavam a pureza natural das castas. No entanto, essa teoria tem sido fortemente criticada. A religião praticada pelos arianos era derivada dos Vedas, e o que estudiosos conhecem como bramanismo deixou parte da fundação societária do hinduísmo clássico testemunhado com o advento dos Upanishads, o Ramayana e o Mahabharata. Dizem que os brâmanes, portadores do manto em assuntos religiosos hindus, dispersaram-se por todo o subcontinente, formando várias seitas ou sub-seitas. Outros defendem que os brâmanes não eram a fortiori distintos racialmente, mas eram formados em atmosfera socialmente móvel, mais tarde concretizando seus papéis no estrito sistema feudal.

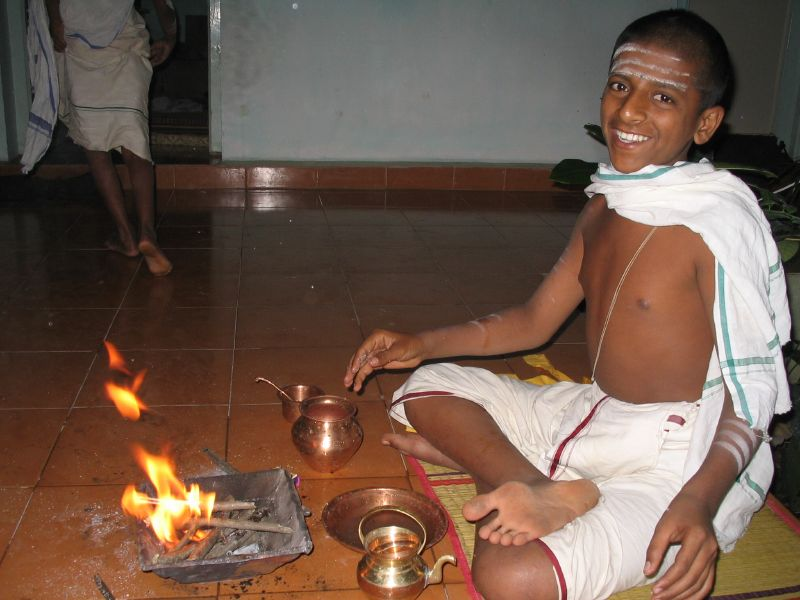
Ritual brâmane

De acordo com Vishnusmriti (2-1.17), "um brâmane ensina os Vedas. Um brâmane se sacrifica pelos outros e recebe os deveres da alma. Comuns a todas as castas são a reverência para com os deuses e os brâmanes. Sendo membros da casta mais alta, os brâmanes historicamente gozaram de uma posição social privilegiada — independentemente de sua riqueza. Culturalmente, a maioria dos brâmanes é conhecida por praticar um vegetarianismo rígido, apesar de, atualmente, a prática variar conforme a região. A dominância tradicional dos brâmanes nos assuntos religiosos e administrativos na política indiana tem sido a causa de fissuras sociais profundas na sociedade indiana. Segundo o Código de Manu, vida dos brâmanes era dividida em quatro etapas ou ashramas, culminando com o estágio de renunciante ou samnyasin, quando a pessoa deveria se dedicar apenas à busca de sua unificação com Brâman e à libertação espiritual ou moksha.
Desde a década de 1950, floresceu um movimento popular anti-bramanista, especialmente nos estados do sul. A supressão da então chamada baixa casta (dalits) pelos brâmanes, levou a uma revolução social, que pressionava por "autorrespeito" e "dignidade". No meio do século XX, muitos racionalistas sob a liderança de Thanthai Periyar insurgiram-se contra a hegemonia Bramanista e o que consideravam "rituais sem sentido", a exemplo da hierarquia de castas e a intocabilidade. O enorme sucesso do movimento levou a condições mais equânimes entre várias castas da sociedade, pelo menos nos estados do sul. Os estados do norte, entretanto estão profundamente divididos entre estas linhas, com muitas organizações clamando por afirmar a superioridade da casta Bramanista e o seu direito de acesso exclusivo aos escalões mais altos da hierarquia social.